# فتيان الشاغوري
أبو محمد شهاب الدين فِتيان بن علي بن فتيان الأسدي المعروف بـفتيان الشاغوري (ق.1135 - 19 أبريل 1218) (ق. 530 - 22 محرم 615) شاعر عربي شامي من أهل القرن الثاني عشر الميلادي/ السادس الهجري. ولد في بانياس ونشأ في حي الشاغور في دمشق، وقضى ردحًا من حياته معلمًا في الزبداني وصاحب حلقة التدريس في جامع دمشق الكبير كان فيها يقرئ النحو. عاش في العهد الأيوبي واختص بالأمير نور الدين مودود بن المبارك. كما مدح الكثيرين من الملوك والولاة الأيوبيين. توفي عن عمر ناهز 83 عامًا.